# پژوهشگاه‌های فیزیک ایران
در این صفحه، فهرستی از موسساتی که به پژوهش در رشته فیزیک می‌پردازند، گردآوری شده است.

## انجمن‌ها
- انجمن فیزیک ایران
- انجمن خلأ ایران
- انجمن نجوم ایران
- انجمن فیزیک پزشکی ایران

## پژوهشگاه‌ها
پژوهشگاه دانش‌های بنیادی

## دانشکده‌ها
- دانشکده فیزیک دانشگاه تهران
- دانشکده فیزیک دانشگاه صنعتی شریف
- دانشکده فیزیک دانشگاه امیرکبیر
- دانشکده فیزیک دانشگاه علم و صنعت
- دانشکده فیزیک دانشگاه خواجه نصیرالدین طوسی
- دانشکده فیزیک دانشگاه تبریز